# إيرني بليك
إيرني بليك هو عسكري ألماني، ولد في 1913 في فرانكفورت في ألمانيا، وتوفي في 14 يناير 1989 في ألباكركي في الولايات المتحدة بسبب ذات الرئة.